# بیماری منکس
بیماری منکس (به انگلیسی: Menkes disease) که سندرم منکس, بیماری انتقال مس, بیماری موی مجعد (به انگلیسی: kinky hair disease) نیز خوانده می‌شود، اختلالی است که سطح مس را در بدن دستخوش تغییر کرده و منجر به کاهش مس بدن می‌شود. الگوی وراثت این بیماری وابسته به X بوده و از از این رو در مردان شایعتر است. مهمترین یافته بیماری اثر آن بر سیستم عصبی مرکزی است.

## علائم بالینی
- زمان تولد: معمولاً طبیعی. گاهی نارس هستند.
- دوره نوزادی: کاهش درجه حرارت و افزایش بیلی روبین خون.
- دوره شیرخوارگی: شامل استفراغ، اشکال در تغذیه و کم وزن گرفتن، تشنج احتمالاً مقاوم بدرمان، بی تفاوتی به محیط اطراف، خواب آلودگی، کاهش تونوس عضلانی، علاقه کم به تغذیه، دژنرسانس سریعاً پیشرونده عصبی، حرکات خودبخودی و عدم تماس با محیط، ضعف اسپاستیک همه اندامها، اپی ستوتونوس و از دست دادن توانایی شنوایی و بینایی، موهای کوتاه و شکننده بخصوص در محل تماس با بستر، موهای در هم پیچیده یا بروس مانند که ممکن است کم رنگ یا سفید باشند، پوست رنگ پریده و ضخیم بویژه در گونه‌ها، شل بودن پوست و مفاصل، عدم تعادل، اشکالات استخوانها و بافت هم‌بند، پوکی استخوان منتشرو شکستگی دنده‌ها، هماتوم ساب دورا و استخوانهای کرمی شکل متعدد در شیارهای جمجمه، پل بینی پهن، چینهای اپی کانتوس، تاخیر رشد فیزیکی، سر کوچک، دیورتیکول مثانه یا حالب، فتق نافی و خونریزی گوارشی می‌باشد. مرگ بیمار معمولاً در ۳ تا ۱۲ ماهگی است.

## نقص آنزیم
نقص در آنزیم آدنوزین تری فسفاتاز ناقل مس (غیر کبدی).

## نقص بیوشیمی
کمبود مس و در نتیجه تقریباً ۱۳ آنزیم وابسته به آن.

## توارث ژنتیکی
وابسته به X مغلوب.

## میزان بروز
یک مورد در ۳۵ هزار تولد زنده در ملبورن استرالیا و یک مورد در هر ۲۵۰ هزار تولد زنده در اروپا.

## روش تشخیص
- سرم: کاهش مس و سرولوپلاسمین.

## درمان
تجویز زیر جلدی هیستیدینات مس از ماه اول زندگی است که بهتر است از دوره داخل رحمی شروع شود. این ماده جذب مس توسط سلولها از پلاسما را افزایش می‌دهد.

## آزمون تشخیص قبل از تولد
بررسی انتقال مس در آمنیوسیتهای کشت شده و نمونه پرزهای کوریونی.